# Clorbisán
El clorbisán es un organosulfuro halogenado tóxico. Se utiliza como microbicida.